# Aramón C.H. Jaca
Aramón C.H. Jaca je hokejový klub z Jacy, který hraje Španělskou hokejovou ligu. Klub byl založen roku 1972. Domovským stadionem je Palacio de Hielo de Los Pireneos s kapacitou 2000 lidí.

## Vítězství
- Španělská liga ledního hokeje – 1983/1984, 1990/1991, 1993/1994, 1995/1996, 2000/2001, 2002/2003, 2003/2004, 2004/2005, 2009/2010, 2010/2011
- Španělský pohár – 1985, 1988, 1989, 1993, 1995, 1996, 1998, 2001, 2002, 2003, 2006